# Баримта
Баримта́ або баранта́ — у тюркських і монгольських народів норма побутового права, що допускає насильницьке повернення худоби, майна та викраденої дівчини чи інших членів роду. В умовах неможливості мирного вирішення конфлікту та відмови винним повернути матеріальні витрати постраждалій стороні баримта виступала як своєрідна форма економічної помсти. Мало місце попередження про баримту у вигляді нападу людей, які озброювались палицями і нагайками (аби унеможливити каримту). Поступово баримтою стали називати будь-які набіги, що здійснювались з метою угона худоби. Баримта була поширена у башкирів, казахів, калмиків тощо.